# おじろスキー場
おじろスキー場（おじろスキーじょう）は、兵庫県美方郡香美町小代区にあるスキー場。

## 概要
小代区大谷および小代区城山にまたがって存在し、但馬地方のスキー場の中でも安定した積雪量と雪質を誇る。
「ふれあい温泉おじろん」近くのゴンドラステーションおよび駐車場から、8人乗りゴンドラでゲレンデまで一気にアクセスできる。
2013年〜2014年シーズンより株式会社マックアースによる運営となった。
夏場はゲレンデが「香美町小代ひまわりパーク」となるほか、一部は但馬牛の放牧場として活用されている。
周辺には民宿・旅館・オーベルジュ等の宿泊施設がある。

## コース
- 4本のリフト
- 7本のコース
- キッズパーク

## 施設

### 食事・喫茶
- ロッジ城山
- ぱれっと
- レストハウス中佐屋
- 谷山荘

### レンタル
- レンタルおじろ

### スクール
- ウエストスノーボードスクールおじろ校
- スキースクール

## 交通
- 国道9号、国道482号、ふれあい温泉おじろんに近接する。駐車場は500台収容で平日は無料、土日祝日は1,000円である[1]。
- 全但バス秋岡線でJR山陰本線八鹿駅から約60分。「小代大谷」で下車。徒歩約10分でゴンドラステーション。

## 沿革
- 2005年（平成17年） - 「ニューおじろスキー場」から「おじろスキー場」に改称。[5]
- 2013年（平成25年） - 2013年シーズンより株式会社マックアースによる運営となる。[3]
- 2014年（平成26年） - 夏場に「香美町小代ひまわりパーク」を開設。